# タウナギ
タウナギ（田鰻、鱓、鱔、鱔魚Monopterus albus）は、タウナギ目タウナギ科に属する淡水魚の一種である。鰓弓内の粘膜を通じて空気呼吸を行うことで知られる。

## 名称
中国語では「鱔魚」（シャンユー、shànyú）、「鱔」、「黄鱔」（ホワンシャン、huángshàn）「長魚」(チャンユーchángyú)などと称す。後漢の『説文解字』には「鱓」（shàn）が記載されており、「鱔」は旁の「單」を同音かつ読み間違いしにくい「善」に書き換えた異体字。広東語には旁を同音で画数の少ない「先」に書き換えた俗字（𩶤）もある。日本語では本字の「鱓」はウツボの意味に転用された。中国の広東省ではタウナギの「鱔」を別目のウナギ科にも使用し、体色、模様の違いでタウナギを「黄鱔」ニホンウナギを「白鱔」、オオウナギを「花錦鱔」または「鱔王」と呼び分けている。また、湖南省桑植県のペー語でもニホンウナギを「白鱔」に相当するペーシャンとタウナギを基準にして呼んでいるベトナム語では lươn （ルオン）と称す。日本語ではタウナギと称す。

## 特徴
タウナギには鱗がなく、ウナギやヘビのような円筒状の体形で、先の細い尾と小さな眼を持つ。1メートル前後になることもあるが、通常は40センチメートルほどである。背側は茶色あるいは緑褐色で、腹側は淡黄色あるいは薄茶色をしている。腹鰭、胸鰭はなく、背鰭、尾鰭、尻鰭は癒合して縮小し、ひだ状になっている。左右の鰓穴は腹部下面でつながっている（不対1孔）。口は大きくて伸長させることができる。上顎にも下顎にも小さい歯がある。

## 分布
主に沼や水路、水田などの温暖な淡水に生息する。
東南アジアから東アジア南部に広く分布し、インド、マレー半島、フィリピン、中国（東部、南部、四川省）、朝鮮半島、日本では西日本に見られる ほか、おそらくバングラデシュにも分布する。後述するように、人為的移入により分布を広げている。

## 行動
夜行性で、小魚や水生昆虫などを食べる捕食者である。あぜや用水路に穴を掘るので、灌漑に障害を与える例がある。低酸素の水中では鼻上げをし、空気呼吸を行う。冬季は泥に深くもぐって冬眠し、土が湿っていれば、水がなくても生きていられる。そのため、東南アジアでは冬に水を抜いた水田を掘り起こしてタウナギを漁獲する。

## 繁殖
タウナギは雌性先熟の性転換を行う。日本や中国の個体群では、雄が巣穴内に泡を用いて巣を作り、卵はそこで育つ。雄は孵化までの間、卵に新鮮な空気を補充して保護を行う。さらに、孵化後の仔魚を雄が口内保育することも知られている。ただし、琉球列島の個体群では、孵化後の口内保育は見られない。また、台湾（おそらく東南アジアも同様）の個体群では、卵はホテイアオイの根に産み付けられ、親の保護を必要としないことが報告されている。この違いは、後述する遺伝的分化に対応している。

## 分類と移入
ミトコンドリアDNAの塩基配列に基づく研究によれば、タウナギは少なくとも中国および（九州以北の）日本に分布するもの、南西諸島に分布するもの、そして東南アジアに分布するもの、という3つの集団に分けられ、それぞれは互いに遺伝的に異なっていることから、独立した「種」であると考えられる。これらの内訳をみると、日本に分布するものは中国に分布するものと同じ系統に含まれるため、中国大陸から人為的に移入されたものである可能性が高いとされる。実際、1900年前後に朝鮮半島から奈良県に持ち込まれたという記録もある。なお、台湾には東南アジアの系統のものと中国・日本の系統のものがともに分布しており、いずれも人為的移入によるものかは定かでない。
南西諸島に分布する個体群は、東南アジアのものとも中国・日本のものとも異なる系統に属している。このため、中国・日本の系統からは570万年以上前に分岐したと推定される。したがって人為的移入は考えにくく、琉球には固有の在来タウナギ類が生息しているということになる ため、保護の必要性が指摘されている。

## 利用

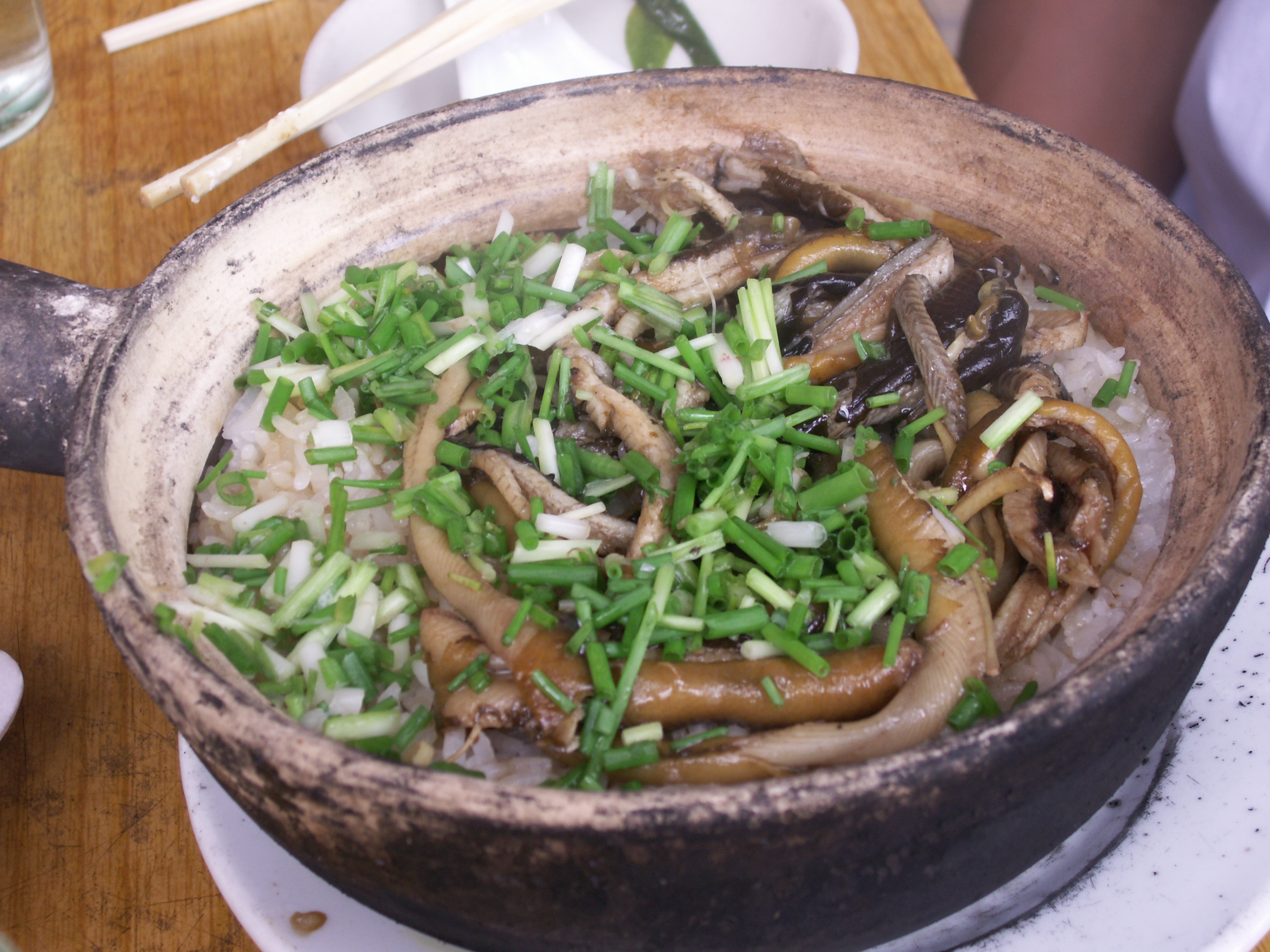
台山の土鍋飯 黄鱔煲仔飯

血液が多いために肉は独特の赤黒い色で、日本では食べる習慣がない。しかし中国や台湾では美味とされ、炒め物、煮物、から揚げなど広く食用にされる。東京都内など中国人の多い地域では、販売されていることもある。
清の詩人にして食通の袁枚は、中華料理の美食メニューを大成した著作『随園食単』中の「水族無鱗単（うろこの無い魚の料理）」の項で、とろみスープの「鱔絲羹」、細切りの炒め物「炒鱔」、ぶつ切りの煮込み「段鱔」の3種の料理を記している。
現代の料理では、細切りの炒め物「炒鱔絲」、江蘇料理のごま油風味の甘い炒め煮「炒鱔糊」、浙江料理のから揚げ甘酢あんかけ「生爆鱔片」、寧波料理のエビと合わせた具の汁麺料理「蝦爆鱔麺」、広東料理の土鍋飯（台山黄鱔煲仔飯）、台湾料理の台南の揚げ麺を使った麺料理「鱔魚意麺」などが著名である。ぶつ切りでスープにする例もあるが、市場では捌いて売ることが多い。
ベトナム料理では、春雨とスープにした「miến lươn」（ミエン・ルオン）や酸っぱいスープの「canh chua lươn」（カインチュア・ルオン）などの汁物にすることが多いが、バナナと共に蒸す「chuối om lươn」（チュオイ・オム・ルオン）などもある。

## 文化
中国の硯には「鱔魚黄澄泥」と呼ばれる、タウナギの腹の黄色に近い色のものがあり、呼び名に使われている。